# Thelonious Monk Trio
Albums de Thelonious Monk
Genius of Modern Music : Vol. 1 & 2
(1952) Monk
(1954)
Thelonious Monk Trio est un album du pianiste de jazz américain Thelonious Monk sorti en 1954 sur le label Prestige.

## À propos de l'album
En août 1951, Monk est arrêté par la police de New York qui avait trouvé de la drogue dans la voiture de Monk et de Bud Powell. Comme c'est la deuxième fois que Monk est arrêté), la police lui confisque pour six ans sa carte lui permettant de jouer dans les clubs de Manhattan. C'est à cette période qu'il signe avec Prestige Records.
Les sources se contredisent sur la date de sortie de Thelonious Monk Trio, indiquant 1954 ou 1956.
L'album a été enregistré en trois sessions, avec trois trios différents, alternant Percy Heath et Gary Mapp à la contrebasse, et Art Blakey et Max Roach à la batterie. Selon l'habitude de Bob Weinstock, patron de Prestige notoirement pingre, les enregistrements se sont faits en une seule prise, sans fioriture. Monk y est particulièrement en forme, avec un swing d'enfer. Le piano est parfois désaccordé, ce qui ne dénote pas forcément avec l'esthétique du pianiste. Les batteurs Art Blakey et Max Roach, déjà des stars, sont inspirés. Les bassistes sont, comme souvent dans les trios de Monk, plutôt sages, en particulier Gary Mapp qui, semble-t-il, était surtout policier et fait de nombreuses fausses notes.
L'album s'ouvre par une version « mémorable » de Blue Monk de plus de 7 minutes, avec Percy Heath et Art Blakey. Le solo de contrebasse de Percy Heath sur Blue Monk est particulièrement réussi, même s'il oublie un temps, ce que ne fait pas Monk : le pianiste et ses accompagnateurs se retrouvent décalés d'un temps sur le dernier thème.
L'interprétation du standard Just a Gigolo qui suit est plus classique, voire tiède.
Little Rootie Tootie est un autre sommet de l'album, plein de dissonances, avec un beau travail d'Art Blakey à la batterie.

## Pistes
| No  | Titre                | Musique                               | Durée |
| --- | -------------------- | ------------------------------------- | ----- |
| 1.  | Blue Monk            | Thelonious Monk                       | 7:30  |
| 2.  | Just a Gigolo        | Leonello Casucci (en), Julius Brammer | 2:45  |
| 3.  | Bemsha Swing         | Thelonious Monk                       | 2:45  |
| 4.  | Reflections          | Thelonious Monk                       | 2:41  |
| 5.  | Little Rootie Tootie | Thelonious Monk                       | 3:03  |
| 6.  | Sweet and Lovely     |                                       | 3:31  |
| 7.  | Bye-Ya               | Thelonious Monk                       | 2:43  |
| 8.  | Monk's Dream         | Thelonious Monk                       | 3:02  |
| 9.  | Trinkle Tinkle       | Thelonious Monk                       | 2:45  |
| 10. | These Foolish Things | Holt Marvell (en), Jack Strachey (en) | 2:42  |

## Musiciens
- Thelonious Monk : piano
- Percy Heath : contrebasse, pistes 1 à 2
- Gary Mapp : contrebasse, pistes 3 à 10
- Art Blakey : batterie, pistes 1 à 2, 5 à 8
- Max Roach : batterie, pistes 3, 4, 9 et 10